# Arbetaren (1868)
Arbetaren var en tidskrift för Sveriges arbetare.
Utgivningstid för tidningen var 5 december 1868 till den 31 december 1870 i Göteborg. Tidningen startade med 4 provnummer: 5 december 1868 till 24 december 1868. Tryckt hos D. F. Bonnier. Tidningen använde antikva som typsnitt. Tidningen innehåller träsnittsillustrationer. Arbetaren kom ut en gång i veckan på lördagar och hade 4 sidor med tre spalter och kostade 3 riksdaler. Tidningens utgivare var litteratören Axel Erik Johan Krook, som 31 oktober 1868 erhöll utgivningsbevis för Arbetaren förnyat 18 november samma år. Enligt Arbetarrörelsen arkiv var tidningen utgiven av Göteborgs Arbetarförening. Krook var ordförande i Göteborgs Arbetareförening under en tioårsperiod.
Tidningen finns idag att läsa på 4 bibliotek i Sverige, Kungliga biblioteket i Stockholm, Arbetarrörelsens arkiv i Stockholm (inbunden), Göteborgs universitetsbibliotek och Lunds universitetsbibliotek på tidningsdepån.